# Armand Godoy
Armand Godoy Venturi (Murcia, 5 marzo 1976) è un ex calciatore andorrano, di ruolo attaccante.